# Azar Andami
Azar Andami, née le 8 décembre 1926 à Rasht (Iran) et morte le 19 août 1984 à Téhéran, est une bactériologiste et vaccinologue iranienne.

## Hommage
Le cratère vénusien Andami a été nommé en son honneur.